# فرودگاه اشتاینباخ (جنوب)
فرودگاه اشتاینباخ (جنوب) (به انگلیسی: Steinbach (South) Airport) یک فرودگاه خصوصی است که یک باند فرود چمن دارد و طول باند آن ۵۵۹ متر است. این فرودگاه در فاصله ۲ مایل دریایی (۲٫۳ مایل یا ۳٫۷ کیلومتر) جنوب اشتاینباخ در استان منیتوبا کشور کانادا قرار دارد و در ارتفاع ۲۷۱ متری از سطح دریا واقع شده است.